# Kentrikó
Kentrikó är en ort i Grekland.   Den ligger i prefekturen Nomós Kilkís och regionen Mellersta Makedonien, i den norra delen av landet, 400 km norr om huvudstaden Aten. Kentrikó ligger 353 meter över havet och antalet invånare är 294.
Terrängen runt Kentrikó är kuperad norrut, men söderut är den platt. Runt Kentrikó är det glesbefolkat, med 10 invånare per kvadratkilometer. Närmaste större samhälle är Kilkis, 19,2 km söder om Kentrikó. Omgivningarna runt Kentrikó är en mosaik av jordbruksmark och naturlig växtlighet.